# إريك لوبيز
إريك لوبيز هو لاعب جمباز فني كوبي، ولد في 29 ديسمبر 1972 في هافانا في كوبا.

## وصلات خارجية
- إريك لوبيز على موقع الاتحاد الدولي للجمباز (biography) (الإنجليزية)
- إريك لوبيز على موقع أوليمبيديا (الإنجليزية)